# Malandras
Malandras fue una miniserie argentina emitida en 2003 por Canal 9. Salía al aire a las 22:00 
(UTC -3) de lunes a viernes. Fue producida por B B TV, la idea original fue de los hermanos Alejandro y Sebastián Borenstein y dirigida por Diego Suárez y Ana Piterbarg. El tema musical de la introducción es "Ragalonga de Malandras", de la banda argentina Bersuit Vergarabat.

## Argumento
Malandras cuenta la historia de dos familias: los Bertolotti (Lito Cruz y Damián de Santo, padre e hijo en la ficción) y los Ordóñez (Rodolfo Ranni, el capo de la familia enemiga), y una pequeña banda que se dedica a robarles a los verdaderos ladrones.  En el barrio donde conviven, los vecinos los quieren. Y hasta los respetan.
Toto Bertolotti (Lito Cruz) sale de la cárcel, donde estuvo preso cuatro años por una traición de su ahora enemigo Ordóñez (Rodolfo Ranni). Fue justamente éste el motivo que frustró el casamiento de Toto y Paula (Marita Ballesteros). Ambos, el encierro y el matrimonio fallido, serán los condimentos para la venganza.

## Elenco
- Lito Cruz como Toto Bertolotti.
- Mirta Wons como Mimí de Bertolotti.
- Damián de Santo como Fernando Bertolotti.
- Rita Cortese como Coca Bertolotti.
- Marcelo Mazzarello como Tony Bertolotti.
- Sabrina Carballo como Valeria Bertolotti.
- Rodolfo Ranni como Héctor Ordóñez.
- Julieta Cardinali como Ana "Anita" Ordóñez.
- Marita Ballesteros como Paula.
- Eugenia Tobal como Rosario.
- Pablo Cedrón como Julio.
- Mónica Scapparone como María José.
- Gastón Ricaud como Alejo.
- Alfredo Castellani como El Negro Díaz.
- Mario Moscoso como Dr. Alvear
- Claudio Rissi como El Suizo.
- Federico Amador
- Graciela Stéfani
- Adrián Navarro
- Osmar Núñez
- Esteban Pérez
- Manuela Pal
- Javier Heit como Tristán Bertolotti.
- Osvaldo Sanders

## Trivia
- El tema principal del programa fue interpretado por Bersuit Vergarabat.